# 真福寺 (秩父市)

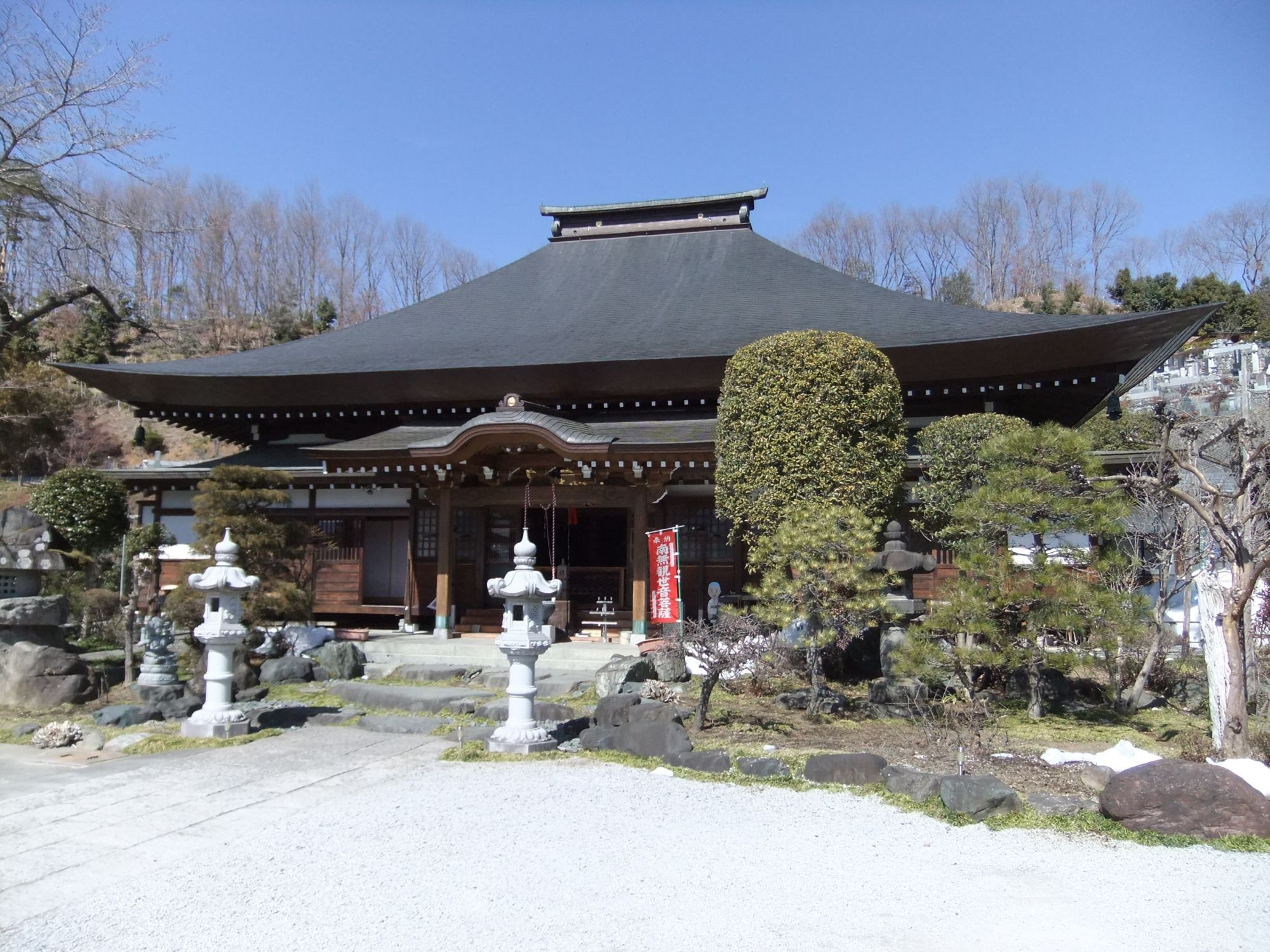
光明寺（納経所）

真福寺（しんぷくじ）は埼玉県秩父市にある曹洞宗の寺院で、山号は大棚山と号する。秩父札所の第二番であり、また、秩父市の史跡に指定されている。なお、1860年（万延元年）の火事で大伽藍を焼失したため現在は高台に観音堂が建つだけの無住の寺で、納経や御朱印などは麓の光明寺で行っている。
本尊真言：おん あろりきゃ そわか
ご詠歌：廻り来て願いをかけし大棚の 誓いも深き谷川の水

## 歴史
『観音霊験記』によると、大棚禅師が一人の老婆の供養のために建立したものである。老婆は岩屋に籠って参禅している禅師の前にひざまずき、過去の罪業を懺悔し朝夕香華を供え仏道に帰依したが、ある日、一本の竹の杖を残して忽然と姿を消していた。これを哀れんだ禅師が供養のために堂を建てたのが始まりである。
長享年間（1487年～1489年）の水害で秩父33ヶ所から外されたが、信者からの復活要望で室町時代後期に34ヶ所目の札所となった。また、これにより、西国33ヶ所、坂東33ヶ所に秩父34ヶ所を合わせて日本百観音となっている。当初は現在「古堂」と呼ぱれるところに奉祀されており、その後、江戸時代の初期に高篠山の中腹の現在地に移って諸堂のある大伽藍を構えていたが1860年（万延元年）の火災により焼失した。現在の観音堂は1908年（明治41年）に再建されたもので、入母屋造銅葺屋根、三間四面の構造である。

## 文化財
聖観音立像
当時の本尊。一木造り（高さ64cm）で室町時代の作。1860年の火災の際も無事救い出されている。。

## 交通
- 西武秩父駅または秩父駅より西武観光バス「定峰・皆野駅ゆき」にて「光明寺入口」下車 徒歩35分
- 一番札所四萬部寺より徒歩45分[1]

## 前後の札所
秩父札所（江戸巡礼古道）
1 四萬部寺 -- (2.1km)-- 2 真福寺 -- (2.5km：光明寺経由)-- 3 常泉寺